# Wassili Nikolajewitsch Tschekrygin

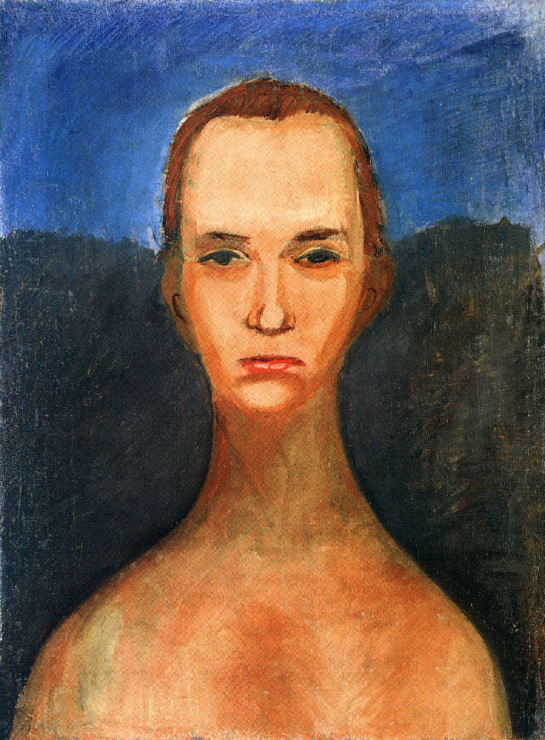
Selbstporträt (1918)

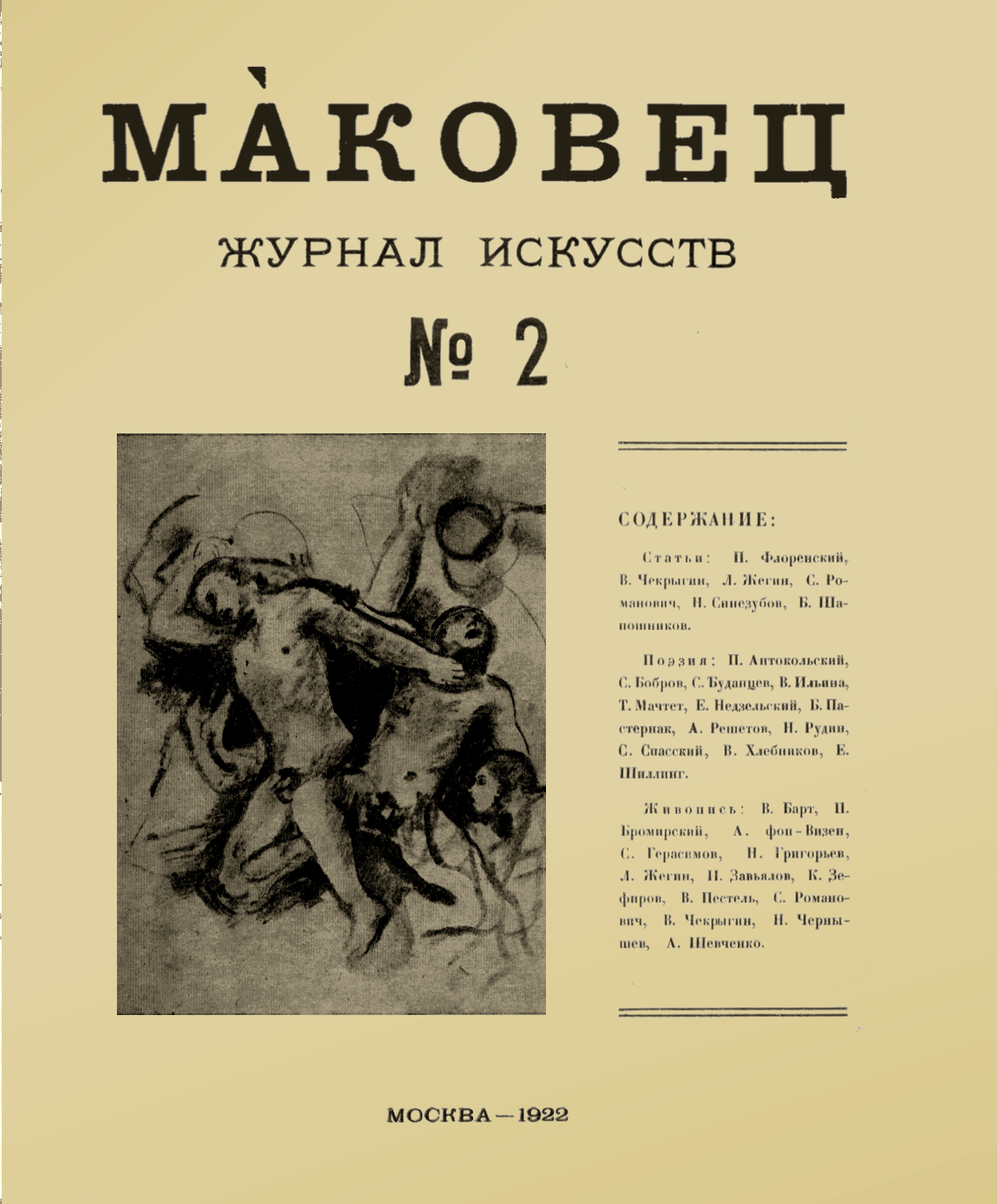
Heft 2 von Makowez. Titelbild von Tschekrygin (1922)

Wassili Nikolajewitsch Tschekrygin (russisch Василий Николаевич Чекрыгин; geboren 6. Januarjul. / 18. Januar 1897greg. in Schisdra; gestorben 3. Juni 1922 an der Eisenbahnstation Mamontowskaja, Puschkino) war ein russischer Maler.

## Leben
Wassili Tschekrygin wuchs in Kiew auf und besuchte als Kind die Schule für Ikonenmalerei am Kiewer Höhlenkloster. Ab 1910 studierte er an der Moskauer Kunsthochschule bei Nikolai Kassatkin und Sergei Miloradowitsch. Er schloss Freundschaft mit Lew Schegin (1892–1969), Wladimir Majakowski und Dawid Burljuk und nahm im Oktober 1912 an den futuristischen Abenden in Moskau teil. Mit Schegin steuerte er 1913 Illustrationen zu Majakowskis Buch Ich bei. Im Januar 1914 lud ihn der in Moskau gastierende Marinetti zum Besuch nach Mailand ein, wozu es aber nach Ausbruch des Weltkrieges nicht mehr kam. Von 1915 bis 1917 war er als Freiwilliger Soldat in der Russischen Armee. Nach der Februarrevolution arbeitete er 1917/18 in der Kunstschutzkommission. Tschekrygin beteiligte sich in den nächsten Jahren an verschiedenen künstlerischen Initiativen, arbeitete in der Plakatwerkstatt von Sergei Wassiljewitsch Gerassimow und hielt Vorträge über Malerei unter anderem im Atelier von Alexandra Exter. Er entwarf Kostüme für das Moskauer Kindertheater und Plakate für das Volkskommissariat für Bildung.
Unter dem Eindruck der Lektüre von Schriften Nikolai Fjodorows (1828–1903) wendete sich Tschekrygin um 1919 von der durch den Futurismus und Kubismus vertretenen Atomisierung der Kunstauffassung ab und versuchte sich an einer „großen Synthese“ von geistiger Kunst und physischem Leben unter dem Primat der Kunst und des Künstlers. Er war Mitgründer der Künstlervereinigung Iskusstwo–Schisn (Kunst ist Leben) und Verfasser deren Gründungsmanifests, das 1921 in dem von ihm gegründeten Organ Makowez veröffentlicht wurde.
Er starb im Bahnhof Mamontowskaja beim Sommerfrischort Puschkino, als er unter einen Eisenbahnzug geriet.

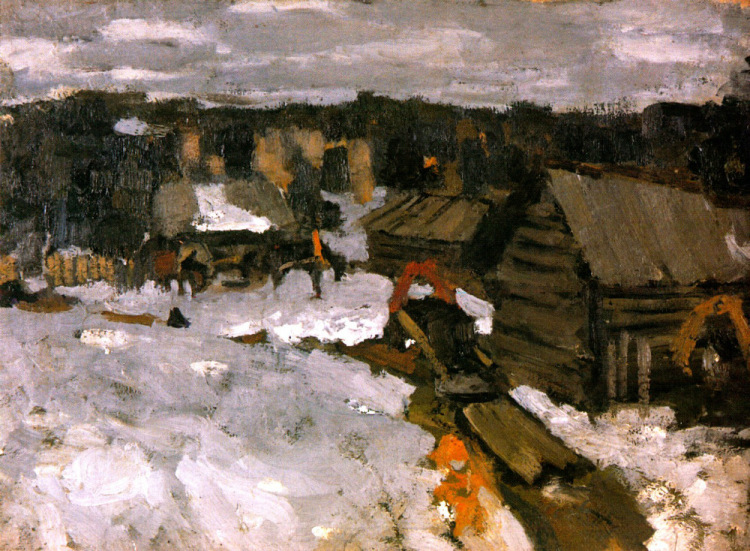
Grauer Tag (1911)
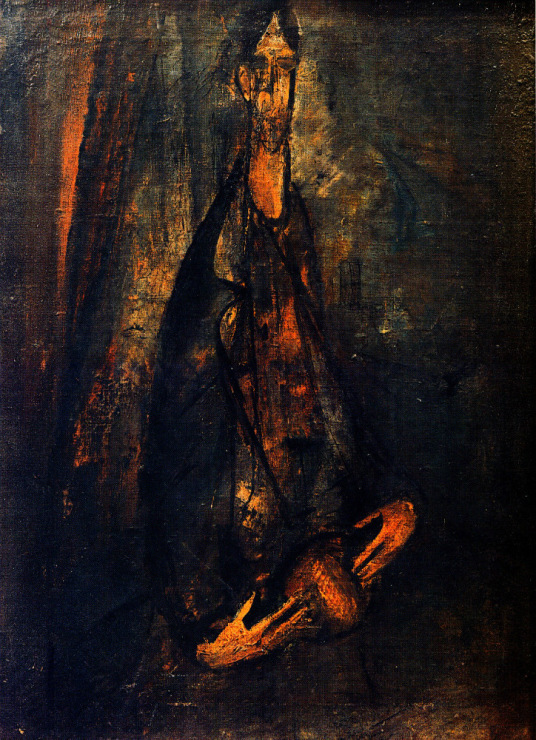
Porträt von V. E. Tatlin (Cezanne und El Greco gewidmet) (1911)
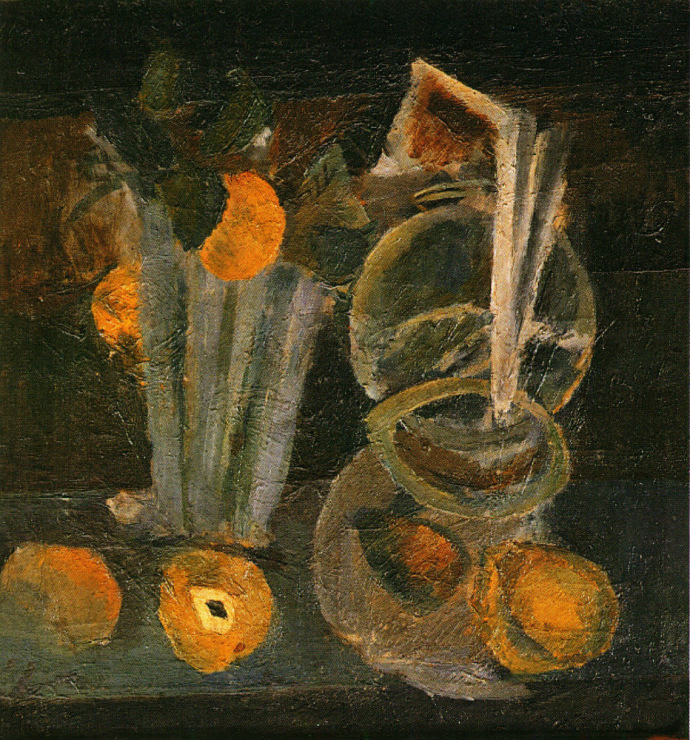
Stillleben (1913)
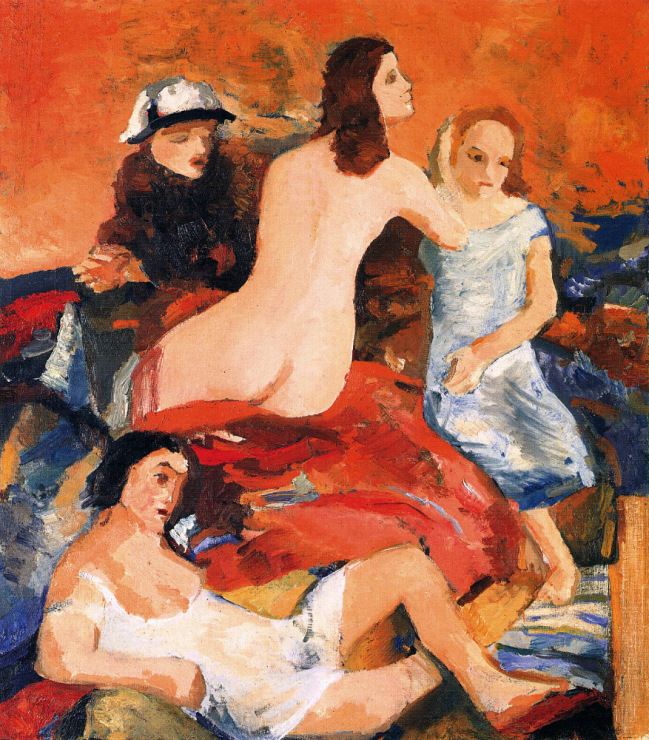
Komposition (1918)